# Trombó rovellat
El trombó rovellat (originàriament de l'anglès, rusty trombone) és un acte en el qual un home es posa dret amb els genolls lleugerament flexionats, l'esquena lleugerament inclinada endavant i els peus separats almenys amb la mateixa amplada que l'esquena, exposant el seu anus, mentre que una altra persona s'agenolla darrere seu i li fa un anilingus mentre passa la mà per sota els testicles o al voltant del cos per a agafar el penis i moure’l rítmicament, imitant els moviments d'un músic que toca el trombó.
L'acte es defineix per l'orientació física dels qui ho practiquen, la combinació de l'anilingus amb l'estimulació manual i la semblança de l'esfínter amb l'embocadura d'un trombó, tot i que hi ha altres posicions i variacions possibles.